# Sfrâncioc mare

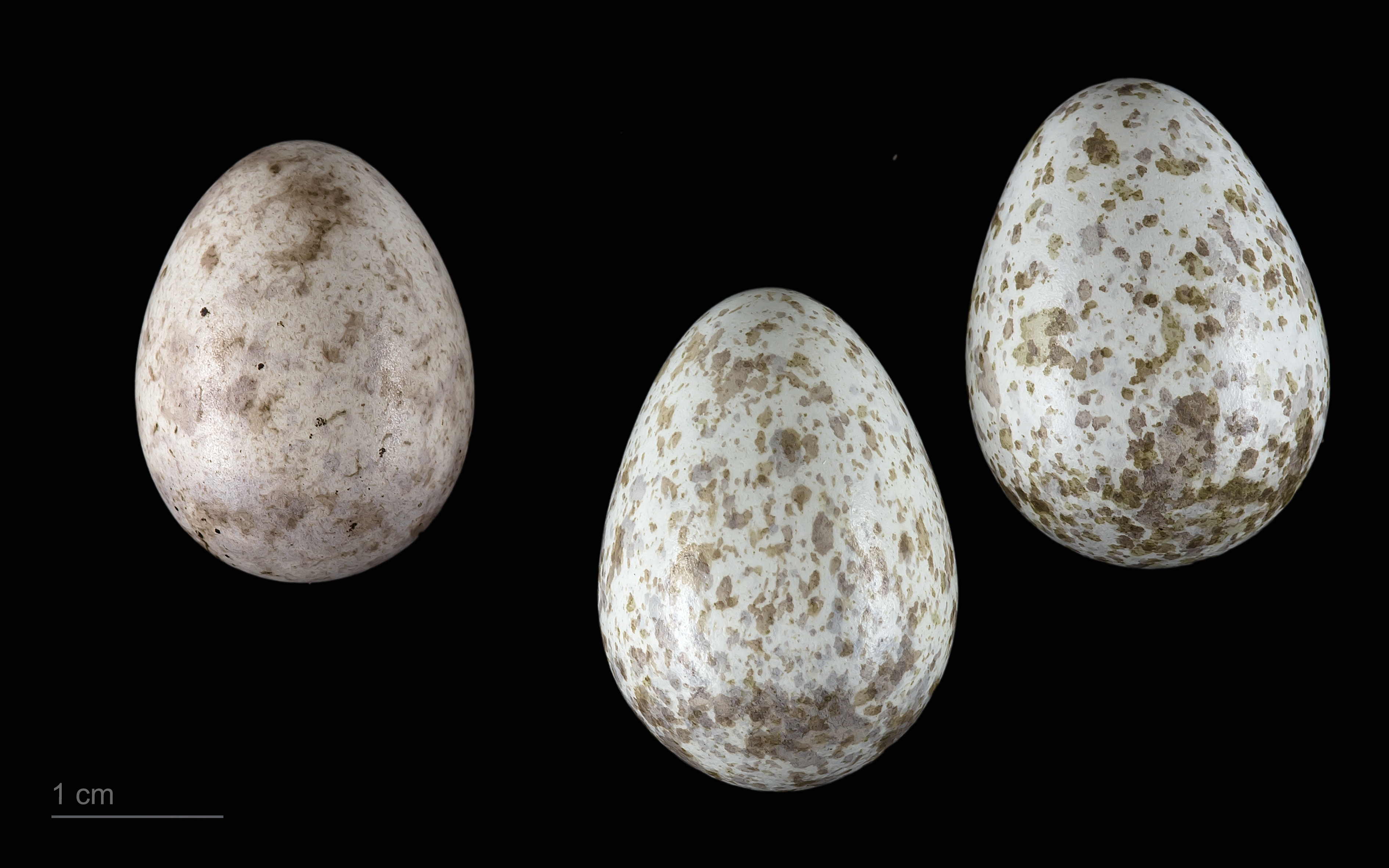
Cuculus canorus canorus într-un cuib de Lanius excubitor - MHNT

Sfrânciocul mare (Lanius excubitor) numit și sfrâncioc coțofănesc, sfrâncioc ghebos, sfrâncioc de iarnă, berbecel mare, lupul vrăbiilor, șoimuț, capra dracului, țăcăitoare, este o pasăre răpitoare din familia laniidelor (ordinul paseriformelor), de mărimea unei turturele sau unei mierle negre, răspândită practic în toată Europa, în Africa la nord de ecuator, în Asia, din Siberia până în China, și în America de Nord, din California și New Jersey până în Alaska. Sunt descrise mai multe subspecii, în România și Republica Moldova se întâlnesc 2 subspecii: Lanius excubitor excubitor, oaspete de iarnă și Lanius excubitor homeyeri, care este sedentară și cuibăritoare. Populația cuibăritoare din România este estimată între 15.000 și 50.000 de perechi. Preferă locurile deschise: pășunile și fânețele presărate cu arbuști și tufe, cu puncte mai înalte de pândă. Stă adesea în vârful unui copac, uneori pe o prăjină, gard, stâlp de curent sau pe o piatră mai înaltă. Este cel mai mare dintre sfrânciocii europeni. Are o lungimea de 24-25 cm și o greutate medie de circa 70 g. Longevitatea maximă observată în sălbăticie este de 8 ani. Ciocul este puternic, comprimat lateral, mandibula superioară este încovoiată mult peste cea inferioară și prevăzută înainte de vârf, de fiecare latură, cu câte un dintre bine pronunțat, iar picioarele sunt puternice și prevăzute cu gheare ascuțite și încovoiate; ciocul și picioarele au aspectul celor de la păsările răpitoare. Este cenușiu-deschis pe cap și pe spinare, alb pe obraji și pe partea ventrală. Între creștetul cenușiu și obrazul alb se observă o dungă peste ochi, neagră groasă, mărginită sus de o sprânceană albă. Coada, destul de lungă și neagră, este mărginită cu alb. Aripile rotunde sunt de asemenea negre, cu o oglindă alară albă destul de întinsă și foarte vizibilă în timpul zborului. Sexele nu se pot distinge după penaj. Se hrănește cu rozătoare, păsări de talie mai mică, insecte mari, șopârle. Prada este zărită din loc de pândă sau din zbor și prinsă după o scurtă urmărire aeriană sau cu o coborâre rapidă pe sol. O parte din hrana capturată este înfiptă în spinii plantelor sau în sârma gardurilor, pentru depozitare. Sunt păsări agresive, lovesc cu ciocul și își înfig ghearele în degetele inelatorului. Sfrânciocul este o specia monogamă și foarte teritorială. Cuibărește în arbori, la peste 1 m înălțime de la sol. Cuibul este solid, construit din crenguțe de ambele sexe. În interior este căptușit cu fire de plante, iarbă, pene și alte materiale. Ponta este depusă prin luna mai sau la începutul lunii martie, și constă din 4-7 ouă alb-cenușii sau alb-albăstruii, cu pete gălbui până la brun-roșcate sau purpurii. Depune frecvent două ponte în anii cu hrană suficientă. Ouăle sunt clocite îndeosebi de femelă, circa 15 zile. Puii părăsesc cuibul după 20 zile de la eclozare. Ei continuă să fie dependenți de hrana adusă de părinți încă 10 zile.

## Hrana
Sfrânciocul mare se hrănește în principal cu vertebrate mici  și artropode mari. Este foarte oportun și flexibil în utilizarea diferitelor feluri de hrană, precum și în tacticele de vânătoare.
Vertebratele mici joacă un rol esențial în hrana acestui sfrâncioc, mai ales în timpul iernii, deoarece el trăiește tot timpul anului în climatul rece subartic sau temperat, unde insectele sunt rare în timpul iernii. Șoarecii arvicolini (Arvicolinae sau Microtinae),  mai ales din genul Microtus, sunt cea mai frecventă pradă  capturată dintre vertebrate, de obicei peste 50% (uneori până la 90%) din biomasa totală a prăzii prinse; păsările mici, chițcanii (Soricidae), șopârlele și broaștele sunt capturate în mod regulat, dar mai rar.
Șoarecii arvicolini din genul Microtus sunt de primă importanță în hrana sfrânciocului mare și sunt căutați de ei în toate sezoanele. Șoarecele de câmp (Microtus arvalis) figurează foarte mult în hrana sfrânciocului mare în palearcticul de vest; având o lungime de 9-12 cm și o greutate medie de circa 30 g, acest șoarece este o pradă de mărime ideală, care se ascunde destul de încet în iarba scurtă. Șoarecele de pământ (Microtus agrestis) este, de asemenea, adesea capturat, dar probabil mai dificil de localizat și de prins, deoarece acesta se ascunde în vegetația mai înaltă, deși el este singura arvicolină comună prinsă de sfrânciocul mare care iernează în sudul Suediei sau în Marea Britanie. Pe baza conținutului stomacului sau analizelor ingluviilor, speciile de Microtus reprezintă 66-90% din biomasa totală a prăzii capturate în pășuni, mai ales în lunile de iarnă, în estul Austriei, Finlanda, nord-estul Slovaciei, sud-estul Suediei, Elveția (Ajoie) și în unele părți din Germania. În unele locuri, pot fi prinse și alte genuri de arvicoline, ca șoarecele scurmător de pădure (Clethrionomys glareolus). În Westfalia (Germania), unde sfrânciocul mare cuibărește în luminișurile mari de pădure create de furtuni sau prin tăierea rasă a pădurii, prada cea mai adesea înhățată dintre vertebratele mici comune este șoarecele scurmător de pădure, care reprezintă 48% din biomasă prăzii capturate. În alte părți din Europa, unde pajiștile reprezintă principalul loc de hrănire a sfrânciocului mare, șoarecele scurmător de pădure, o specie găsită în special în păduri, dar și în arbuști deși, este rar prins. În Alaska, la nord de lanțul muntos Brooks, șoarecele cântător (Microtus miurus) este cea mai importantă pradă în hrana sfrânciocului mare în timpul cuibăritului, reprezentând mai mult de 80% din biomasa totală a prăzii capturate. Într-un studiu privind hrana de iarnă din sud-vestul statului Idaho (SUA), rozătoarele mici au alcătuit, de asemenea, cea mai mare parte a hranei, peste 83% din biomasa prăzii capturate; cele mai multe dintre ele au fost șoarecii arvicolini Microtus longicaudus și Microtus pennsylvanicus, cu toate că șoarecele cerb (Peromyscus maniculatus), șoarecele de seceriș occidental (Reithrodontomys megalotis) și câțiva șoarece de casă sălbăticiți (Mus musculus) au fost de asemenea capturați de sfrânciocul mare. Ultima specie este de asemenea foarte rar prinsă în Europa, precum și alte specii de șoareci, cum ar fi cele din genul Apodemus, care sunt foarte iuți și în mare parte nocturni; în sud-estul Suediei, aceștia reprezintă totuși până la 11,5% din prada de iarnă. Șoarecele pitic (Micromys minutus)  este o pradă rară.
În vestul Palearcticului, cel puțin opt specii de chițcani sunt enumerate ca victime ale sfrânciocului mare, cel mai frecvent fiind chițcanul comun (Sorex araneus), care reprezintă 11% din prada de vertebrate într-un studiu din Finlanda și 11,5% din pradă prinsă iarna în sud-estul Suediei. Chițcanii se pare că sunt prinși într-un număr relativ mare în anii săraci în arvicoline.
Același lucru este valabil și pentru păsările din ordinul paseriformelor, care de altfel nu sunt preferate deoarece ele sunt mai greu de prins decât arvicolinele. Acestea au reprezentat 6% din biomasa prăzii capturate într-un studiu anual din Elveția și 9% din biomasă într-un studiu de iarnă din Suedia. Speciile de păsări prinse de sfrânciocul mare trăiesc în principal în habitate deschise și adesea se hrănesc pe pământ. Sfrânciocul mare prinde de obicei păsări în iernile severe, atunci când șoarecii sunt protejați de un strat de zăpadă sau prind juvenilii neexperimentați care zboară pentru prima dată (foarte rar puii din cuib). Păsările handicapate sunt întotdeauna țintele vulnerabile: păsările migratoare epuizate, paseriformele prinse în plasele verticale de tip japonez ("mist nets") etc. La începutul sezonului de reproducere, parada nupțială a masculilor poate fi deosebit de vulnerabilă și ei plătesc un tribut greu. Acest lucru a fost întâlnit în Alaska, unde sfrânciocul mare, la sfârșitul lunii aprilie sau în mai, s-au hrănit inițial în principal cu inărițe (Acanthis sp.) sosite timpuriu, păsările omătului (Plectrophenax nivalis) și presuri de tundră (Calcarius lapponicus), apoi cu masculii aflați în paradă nupțială din aceleiași specii și mai târziu când zăpada s-a topit s-au hrănit în principal cu șoareci arvicolini adulți.
Printre alte vertebrate mici, sunt prinse în mod regulat broaștele și șopârle. În Finlanda, probabil în zonele relativ umede, mlaștini, etc., șopârla vivipară (Zootoca vivipara) este o pradă obișnuită în sezonul de reproducere. În două studii diferite din această țară, acesta a constituit 26,7% din prada adusă la cuib și 19,7% din numărul total de vertebrate găsite în 900 ingluvii colectate în apropierea a 15 cuiburi. Năpârcă (Anguis fragilis), tritonul de munte (Ichthyosaura alpestris) și peștii sunt o pradă rară sau ocazională.
Printre cele mai mari și ocazionale prăzi de vertebrate au fost înregistrate următoarele: cârtița (Talpa europaea), un pui de șobolan negru (Rattus rattus), un pui de hârciog (Cricetus cricetus) și chiar un pui de nevăstuică (Mustela nivalis) și de hermelină (Mustela erminea). Păsări de mărimea unui sturz cântător (Turdus philomelos) (pasări migratoare istovite sau alte păsări cu handicap) sau chiar puii zburători de cocoșar (Turdus pilaris) au fost găsite ocazional înfipte în spini.
Insectele mari, mai ales gândacii (coleoptere), lăcustele și greierii (ortoptere), precum și viespile și albinele (himenoptere) sunt prinse aproape în fiecare lună a anului, dar mai ales în perioada de reproducere când acestea sunt necesare pentru puii din cuib; cu toate acestea, ele rareori reprezintă mai mult de 15% din biomasa prăzii capturate, chiar dacă numeric acestea sunt cel mai importante. Printre coleoptere, genul Carabus (carabii) predomină adesea, urmate de alte specii care trăiesc în pământ din familiile: Elateridae, Scarabaeidae, Silphidae, Staphylinidae. Printre himenoptere, bondarii (Bombus sp.) sunt prinși cu ușurință; împreună cu viespile și lăcustele, ei joacă un rol important în hrana puilor sfrânciocului mare în timpul verii în nordul Alaskăi. Greierii de câmp (Gryllus), diferite specii de scarabeide și arahnide (păianjenii) pot fi prinse aproape tot anul, uneori chiar și pe zăpadă, unde ele sunt foarte vizibile. Nevertebratele cu o lungime mai mică de 5 mm sunt rareori prinse; cele mai multe (circa 75%) măsoară între 6 și 19 mm și aproximativ 20% între 20 și 25 mm. Viermii (râmele și alte specii din subclasa oligochetelor) nu sunt o hrană obișnuită, ei sunt prinși în special în ierni blânde cu densități scăzute de arvicoline. Melcii (din clasa gastropodelor) și racii (din ordinul decapodelor) cad din când în când victime ale acestui sfrâncioc, care poate mânca și hoituri, așa cum a fost observat în Finlanda, unde o pereche de sfrâncioci a hrănit puii din cuib în vârstă de o săptămână cu carnea unui pui de iepure de munte (Lepus timidus) care a murit nu departe de cuibul lor. Fructele mici au fost înregistrate uneori în hrana sfrânciocului mare.